# Strandby Skole
Strandby Skole eller, som den tidligere kaldtes, Strandbyernes skole var en af tre skoler i Vester Ulslev Sogn. Den var fælles for området omkring to små landsbyer Sandager og Handermelle tæt på Østersøen. Skolebygningen, der er opført i 1855 eller tidligere, eksisterer stadig og fik i 1993 betegnelsen "Høj bevaringsværdi", da den daværende Nysted Kommune lod udarbejde et kommuneatlas. Adressen er Strandbyvej 6, 4894 Øster Ulslev.

## Historie
Der nævnes en skole i Strandbyerne allerede 1744, men placeringen er uvis. Der nævnes også en skole i Handermelle. 
Den eksisterende skolebygning i Strandby er sandsynligvis fra før 1855. Den er klassificeret som havende høj bevaringsværdi.
I 1872 fandt en stor stormflod sted, der oversvømmede hele det sydlige Falster, og vandet nåede også Strandby Skole. En af de daværende elever på skolen, den 9-årige Hans Lærke Lærkesen fra Vester Ulslev, gav senere en øjenvidneskildring af, hvordan stormfloden havde afbrudt skolegangen den dag. Skildringen findes i Dansk Folkemindesamling.
I 1897 blev Laurids Jørgensen kaldet til embedet som lærer ved Strandbyernes skole. Han havde været lærer på Fejø i seks år. Han var uddannet organist og havde aflagt prøve på orgelet i Trinitatis Kirke i København for professor Gottfred Matthison-Hansen. Jørgensen blev hovedmanden i de vellykkede bestræbelser på at skaffe et orgel til kirken i Vester Ulslev, hvor han derefter virkede som organist. Han var lærer på skolen indtil 1932.
Skolen blev nedlagt i 1960, da Krumsøskolen blev opført som centralskole for hele Vester Ulslev sognekommune. Krumsøskolen erstattede dermed de fire hidtidige landsbyskoler 
Øster Ulslev Skole, Vester Ulslev Skole, Godsted Skole og altså Strandby Skole.